# Liste des cours d'eau des Côtes-d'Armor
Pour un article plus général, voir Réseau hydrographique des Côtes-d'Armor.

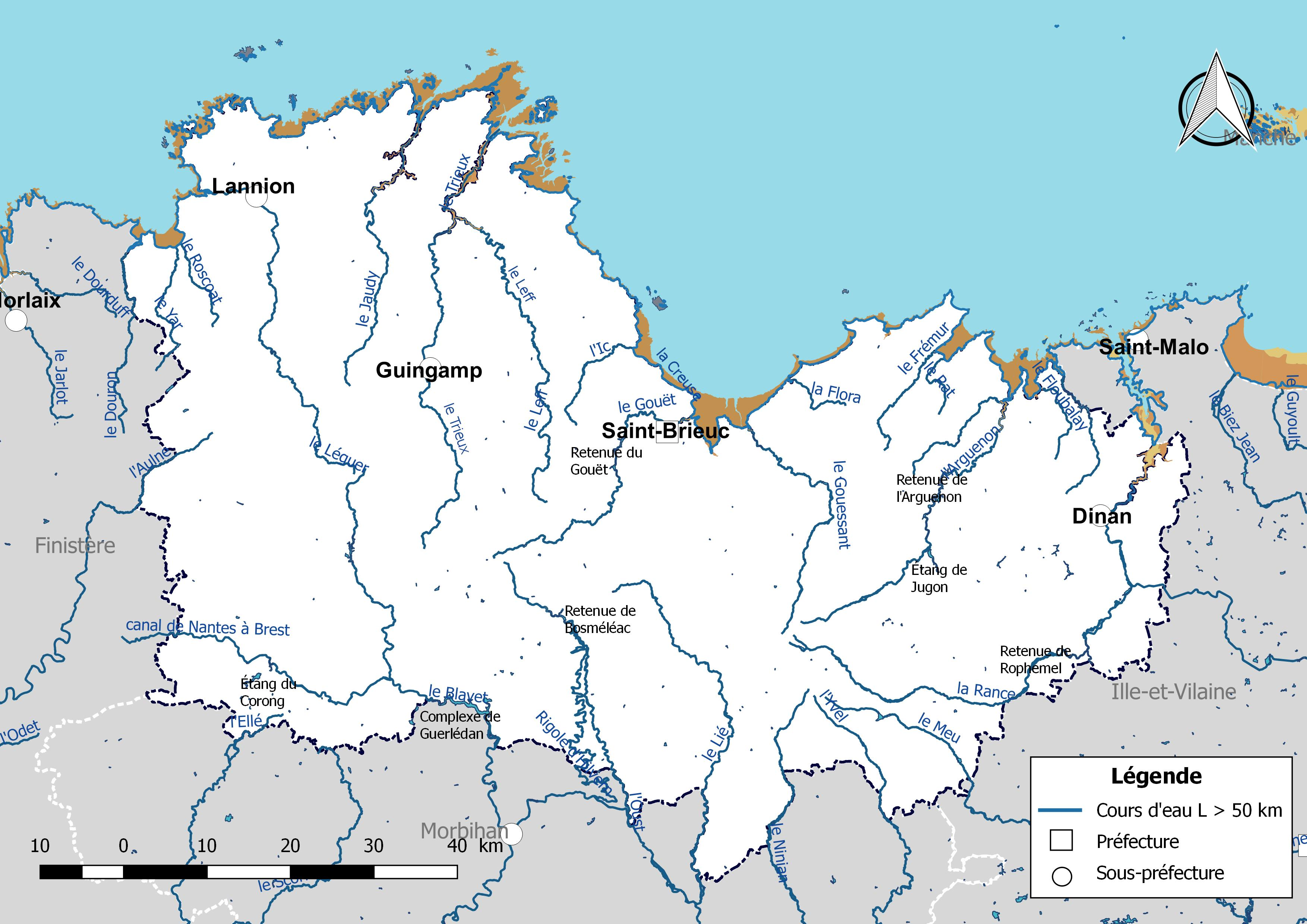
Carte des cours d'eau de longueur supérieure à 50 km des Côtes-d'Armor.

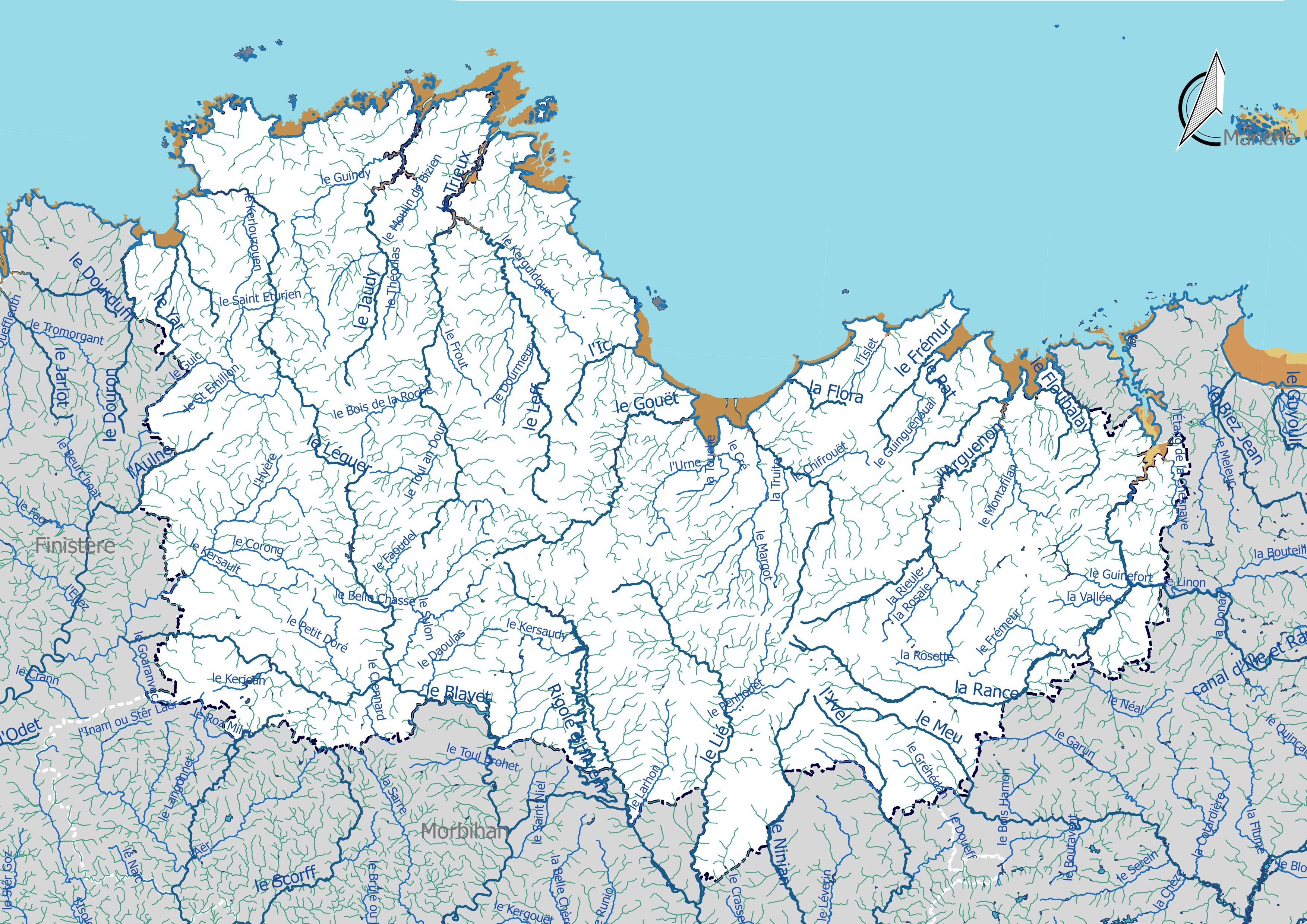
Carte de l'ensemble du réseau hydrographique des Côtes-d'Armor.

La liste des cours d'eau des Côtes-d'Armor présente les principaux cours d'eau, de longueur supérieure à 10 km, traversant pour tout ou partie le territoire du département français des Côtes-d'Armor dans la région Bretagne.
Les cours d'eau sont ordonnés selon leur origine naturelle (fleuve, rivières ou ruisseaux) ou artificielle (canaux). Pour chacun d'entre eux sont précisés : sa classe, sa longueur totale, le cours d'eau dans lequel il se jette (confluence), le bassin collecteur auquel il appartient, le nombre de départements et de communes traversés et le nom des communes qu'il irrigue dans le département des Côtes-d'Armor.

## Cours d'eau naturels

### Définition
Jusqu'en 2016, aucun texte législatif ne définissait la notion de cours d’eau. Ce n'est qu'avec la loi du 8 août 2016 pour la reconquête de la biodiversité, de la nature et des paysages que cette lacune est comblée. L'article 118 de cette loi insère un nouvel article L. 215-7-1 dans le code de l'environnement précisant que « constitue un cours d'eau un écoulement d'eaux courantes dans un lit naturel à l'origine, alimenté par une source et présentant un débit suffisant la majeure partie de l'année. L'écoulement peut ne pas être permanent compte tenu des conditions hydrologiques et géologiques locales. ». Ainsi les deux principaux critères retenus sont :
- la présence et la permanence d’un lit naturel à l’origine, ce qui distingue les cours d’eau (artificialisés ou non) des fossés et canaux creusés par la main de l’homme ;
- l’alimentation par une source ;
- la permanence d’un débit suffisant une majeure partie de l’année, critère qui doit être évalué en fonction des conditions climatiques et hydrologiques locales.

### Cours d'eau permanents de longueur supérieure ou égale à 10 km
La base de données Carthage est le référentiel du réseau hydrographique français. Cette base est réalisée à partir de la couche hydrographie de la base de données Carto enrichie par le ministère chargé de l'environnement et les agences de l'eau avec le découpage du territoire en zones hydrographiques d'une part et la codification de ces zones et du réseau hydrographique d'autre part. De cette base, il ressort que le réseau hydrographique des Côtes-d'Armor comprend 85 cours d'eau permanents de longueur supérieure à 10 km et dont le cours est en partie ou en totalité dans le département des Côtes-d'Armor.
Le référentiel national hiérarchise le réseau en sept classes selon l'importance décroissante des cours d'eau. Le tableau ci-après regroupe tous les cours d'eau irriguant pour tout ou partie du département et appartenant à l'une des classes 1 à 4. Pour chacune de ces classes les caractéristiques des cours d'eau sont les suivantes : 
- 1 : longueur supérieure à 100 km ou tout cours d’eau se jetant dans une embouchure logique[Note 1] et d'une longueur supérieure à 25 km ;
- 2 : longueur comprise entre 50 et 100 km ou tout cours d’eau se jetant dans une embouchure logique et d’une longueur supérieure à 10 km ;
- 3 : longueur comprise entre 25 et 50 km ;
- 4 : longueur comprise entre 10 et 25 km.

| Nom du cours d'eau   | Classe | Longueur totale en km | Confluence                                     | Bassin collecteur      | Départements irrigués | Communes irriguées | Communes irriguées | Communes irriguées |
| Nom du cours d'eau   | Classe | Longueur totale en km | Confluence                                     | Bassin collecteur      | Départements irrigués | Nb total           | Nb ds le dép.      | Communes du département |
| -------------------- | ------ | --------------------- | ---------------------------------------------- | ---------------------- | --------------------- | ------------------ | ------------------ | --- |
| Arguenon             | 2      | 53,4                  | Manche                                         | l'Arguenon             | 1 (22)                | 12                 | 12                 | Bourseul, Créhen, Jugon-les-Lacs - Commune nouvelle, Le Mené, Jugon-les-Lacs - Commune nouvelle, Plancoët, Plédéliac, Plénée-Jugon, Pléven, Plorec-sur-Arguenon, Pluduno, Saint-Lormel. |
| Aulne                | 1      | 144                   | Mer Celtique                                   | l'Aulne                | 2 (22, 29)            | 25                 | 3                  | Carnoët, Lohuec, Plourac'h. |
| Belle Chasse         | 4      | 10,8                  | le Blavet                                      | le Blavet              | 1 (22)                | 4                  | 4                  | Kergrist-Moëlou, Plounévez-Quintin, Saint-Nicolas-du-Pélem, Trémargat. |
| Bogard               | 4      | 11,6                  | l'Evron                                        | le Gouessant           | 1 (22)                | 3                  | 3                  | Hénon, Plémy, Quessoy. |
| Bois de la Roche     | 4      | 14,8                  | le Trieux                                      | le Trieux              | 1 (22)                | 7                  | 7                  | Bourbriac, Coadout, Grâces, Gurunhuel, Moustéru, Ploumagoar, Pont-Melvez. |
| Chifrouët            | 4      | 11,6                  | le Gouessant                                   | le Gouessant           | 1 (22)                | 4                  | 4                  | Andel, Hénansal, Lamballe, Quintenic. |
| Corlay               | 4      | 16,9                  | le Sulon                                       | le Blavet              | 1 (22)                | 6                  | 6                  | Canihuel, Corlay, Le Haut-Corlay, Plussulien, Saint-Nicolas-du-Pélem, Saint-Igeaux. |
| Corong               | 4      | 16                    | l'Hyère                                        | la Loire               | 1 (22)                | 5                  | 5                  | Duault, Kergrist-Moëlou, Locarn, Saint-Nicodème, Saint-Servais. |
| Cré                  | 4      | 11,3                  | Manche (baie de Saint-Brieuc)                  | le Cré                 | 1 (22)                | 4                  | 4                  | Hillion, Pommeret, Quessoy, Yffiniac. |
| Crennard             | 4      | 11                    | Canal de Nantes à Brest                        | Aulne                  | 2 (22, 56)            | 5                  | 4                  | Lescouët-Gouarec, Perret, Plélauff, Plouguernével. |
| Daoulas              | 4      | 18,7                  | canal de Nantes à Brest                        | la Loire               | 1 (22)                | 4                  | 4                  | Laniscat, Plussulien, Saint-Gelven, Saint-Mayeux. |
| Dourmeur             | 4      | 11,7                  | le Leff                                        | le Trieux              | 1 (22)                | 5                  | 5                  | Bringolo, Goudelin, Lanrodec, Plouagat, Saint-Jean-Kerdaniel. |
| Douron               | 1      | 28,2                  | Manche                                         | le Douron              | 2 (22, 29)            | 10                 | 2                  | Plestin-les-Grèves, Trémel. |
| Ellé                 | 1      | 76                    | la Laïta, estuaire formé par l'Ellé et l'Isole | Ellé                   | 3 (22, 29, 56)        | 16                 | 1                  | Glomel. |
| Étang de la Chesnaye | 4      | 17,1                  | Manche                                         | l'Étang de la Chesnaye | 2 (22, 35)            | 4                  | 2                  | Pleudihen-sur-Rance, Saint-Hélen. |
| Évron                | 3      | 25,9                  | le Gouessant                                   | le Gouessant           | 1 (22)                | 11                 | 11                 | Bréhand, Coëtmieux, Hénon, Hillion, Lamballe, Moncontour, Morieux, Plémy, Pommeret, Quessoy, Trédaniel. |
| Faoudel              | 4      | 10,4                  | le Blavet                                      | le Blavet              | 1 (22)                | 2                  | 2                  | Lanrivain, Saint-Nicolas-du-Pélem. |
| Flora                | 2      | 10,2                  | Manche                                         | la Flora               | 1 (22)                | 2                  | 2                  | Pléneuf-Val-André, Saint-Alban. |
| Floubalay            | 2      | 12,2                  | Manche                                         | le Floubalay           | 1 (22)                | 3                  | 3                  | Lancieux, Languenan, Ploubalay. |
| Frémeur              | 4      | 19,5                  | la Rance                                       | la Rance               | 1 (22)                | 5                  | 5                  | Broons, Caulnes, Guenroc, Plumaugat, Yvignac-la-Tour. |
| Frémur               | 2      | 20,7                  | Manche                                         | le Frémur              | 2 (22, 35)            | 9                  | 7                  | Corseul, Lancieux, Pleslin-Trigavou, Ploubalay, Quévert, Taden, Tréméreuc. |
| Frémur               | 2      | 18,5                  | Manche                                         | le Frémur              | 1 (22)                | 7                  | 7                  | Hénanbihen, Hénansal, Pléboulle, Fréhel, Plurien, Quintenic, Saint-Denoual. |
| Frout                | 4      | 11,4                  | le Trieux                                      | le Trieux              | 1 (22)                | 4                  | 4                  | Pabu, Ploumagoar, Pommerit-le-Vicomte, Saint-Agathon. |
| Garun                | 3      | 30                    | le Meu                                         | le Meu                 | 2 (22, 35)            | 11                 | 2                  | Loscouët-sur-Meu, Plumaugat. |
| Goaranvec            | 4      | 15,3                  | canal de Nantes à Brest                        | Bassin de l'Aulne      | 3 (22, 29, 56)        | 6                  | 2                  | Plévin, Tréogan. |
| Goazel               | 4      | 18,7                  | le Leff                                        | le Trieux              | 1 (22)                | 5                  | 5                  | Bringolo, Gommenec'h, Goudelin, Lanrodec, Saint-Jean-Kerdaniel. |
| Gouessant            | 1      | 40,9                  | Manche                                         | le Gouessant           | 1 (22)                | 12                 | 12                 | Andel, Coëtmieux, Hillion, Lamballe, Landéhen, Morieux, Noyal, Penguily, Plestan, Saint-Glen, Saint-Trimoël, Trébry. |
| Gouët                | 1      | 46,6                  | Manche                                         | le Gouët               | 1 (22)                | 16                 | 16                 | Le Foeil, Le Haut-Corlay, Lanfains, La Méaugon, Plaine-Haute, Plaintel, Plérin, Ploufragan, Quintin, Saint-Bihy, Saint-Brandan, Saint-Brieuc, Saint-Donan, Saint-Julien, Trémuson, Le Vieux-Bourg. |
| Gréhédan             | 4      | 12,2                  | le Meu                                         | le Meu                 | 2 (22, 35)            | 5                  | 4                  | Illifaut, Loscouët-sur-Meu, Merdrignac, Trémorel. |
| Guébriand            | 2      | 19,8                  | Manche                                         | le Guébriand           | 1 (22)                | 6                  | 6                  | Landébia, Plédéliac, Pluduno, Saint-Cast-le-Guildo, Saint-Lormel, Saint-Pôtan. |
| Guic                 | 3      | 27,4                  | le Léguer                                      | le Léguer              | 2 (22, 29)            | 8                  | 6                  | Belle-Isle-en-Terre, Loc-Envel, Loguivy-Plougras, Plougras, Plounérin, Plounévez-Moëdec. |
| Guindy               | 3      | 43,3                  | le Jaudy                                       | le Jaudy               | 1 (22)                | 17                 | 17                 | Bégard, Camlez, Caouënnec-Lanvézéac, Cavan, Coatréven, Langoat, Lanmérin, Lannion, Louargat, Minihy-Tréguier, Pédernec, Plouguiel, Pluzunet, Quemperven, Rospez, Tonquédec, Tréguier. |
| Guinefort            | 4      | 17,9                  | la Rance                                       | la Rance               | 1 (22)                | 9                  | 9                  | Bobital, Brusvily, Évran, Le Hinglé, Quévert, Saint-André-des-Eaux, Saint-Juvat, Trélivan, Trévron. |
| Guinguenoual         | 4      | 11,8                  | le Frémur                                      | le Frémur              | 1 (22)                | 4                  | 4                  | Hénanbihen, Pléboulle, Ruca, Saint-Denoual. |
| Hyère                | 3      | 48,4                  | l'Aulne                                        | l'Aulne                | 2 (22, 29)            | 15                 | 8                  | Callac, Carnoët, La Chapelle-Neuve, Duault, Locarn, Plusquellec, Trébrivan, Treffrin. |
| Ic                   | 2      | 17,3                  | Manche                                         | l'Ic                   | 1 (22)                | 7                  | 7                  | Binic-Étables-sur-Mer, Lantic, Plélo, Plerneuf, Plouvara, Pordic, Trégomeur. |
| Jaudy                | 1      | 47,8                  | Manche                                         | le Jaudy               | 1 (22)                | 17                 | 17                 | Bégard, Brélidy, Coatascorn, Langoat, Louargat, Mantallot, Minihy-Tréguier, Pédernec, Pommerit-Jaudy, Prat, La Roche-Derrien, Runan, Saint-Laurent, Trédarzec, Tréglamus, Tréguier, Troguéry. |
| Kerguidoué           | 4      | 21,4                  | le Leff                                        | le Trieux              | 1 (22)                | 8                  | 8                  | Le Faouët, Lanleff, Lannebert, Lantic, Pléguien, Pléhédel, Pludual, Tréméven. |
| Kerjean              | 4      | 10,4                  | canal de Nantes à Brest                        | la Loire               | 1 (22)                | 2                  | 2                  | Glomel, Paule. |
| Kerlouzouen          | 4      | 14,4                  | le Léguer                                      | le Léguer              | 1 (22)                | 5                  | 5                  | Lannion, Plouaret, Ploubezre, Ploulec'h, Ploumilliau. |
| Kersault             | 4      | 17                    | l'Hyère                                        | la Loire               | 1 (22)                | 4                  | 4                  | Kergrist-Moëlou, Locarn, Maël-Carhaix, Trébrivan. |
| Kerscoadec           | 4      | 11,4                  | le Petit Doré                                  | la Loire               | 1 (22)                | 3                  | 3                  | Kergrist-Moëlou, Plouguernével, Plounévez-Quintin. |
| Larhon               | 4      | 19,2                  | canal de Nantes à Brest Oust                   | la Loire               | 2 (22, 56)            | 5                  | 4                  | Loudéac, La Motte, Saint-Barnabé, Saint-Maudan. |
| Leff                 | 2      | 62,4                  | le Trieux                                      | le Trieux              | 1 (22)                | 21                 | 21                 | Boqueho, Bringolo, Châtelaudren, Cohiniac, Le Faouët, Gommenec'h, Goudelin, Lanleff, Lannebert, Lanvollon, Le Leslay, Plélo, Ploëzal, Plouagat, Plourivo, Plouvara, Quemper-Guézennec, Tréméven, Tressignaux, Trévérec, Yvias. |
| Léguer               | 1      | 58,1                  | Manche                                         | le Léguer              | 1 (22)                | 16                 | 16                 | Belle-Isle-en-Terre, Bourbriac, Bulat-Pestivien, Gurunhuel, Lannion, Louargat, Maël-Pestivien, Ploubezre, Plougonver, Ploulec'h, Plounévez-Moëdec, Pluzunet, Pont-Melvez, Tonquédec, Trégrom, Le Vieux-Marché. |
| Léry                 | 4      | 14                    | le Lié                                         | la Vilaine             | 1 (22)                | 3                  | 3                  | La Motte, Le Mené, Trébry. |
| Lié                  | 2      | 60,7                  | Oust                                           | la Vilaine             | 2 (22, 56)            | 18                 | 15                 | Le Cambout, La Chèze, Les Moulins, Gausson, Plœuc-L'Hermitage, Langast, La Motte, Les Moulins, Le Mené, Plœuc-L'Hermitage, Plouguenast, Plumieux, La Prénessaye, Saint-Barnabé, Saint-Étienne-du-Gué-de-l'Isle. |
| Linon                | 3      | 36,5                  | la Rance                                       | la Rance               | 2 (22, 35)            | 9                  | 2                  | Évran, Saint-Judoce. |
| Lotavy Perchénic     | 4      | 11,5                  | canal de Nantes à Brest                        | la Loire               | 2 (22, 56)            | 5                  | 3                  | Mûr-de-Bretagne, Saint-Connec, Saint-Guen. |
| Margot               | 4      | 10,9                  | l'Évron                                        | le Gouessant           | 1 (22)                | 3                  | 3                  | Bréhand, Trébry, Trédaniel. |
| Meu                  | 2      | 84,1                  | la Vilaine (bras)                              | la Vilaine             | 2 (22, 35)            | 20                 | 6                  | Loscouët-sur-Meu, Merdrignac, Mérillac, Saint-Launeuc, Saint-Vran, Trémorel. |
| Montafilan           | 4      | 16,3                  | l'Arguenon                                     | l'Arguenon             | 1 (22)                | 6                  | 6                  | Corseul, Créhen, Plancoët, Plélan-le-Petit, Saint-Maudez, Saint-Michel-de-Plélan. |
| Moulin de Bizien     | 4      | 11,3                  | le Jaudy                                       | le Jaudy               | 1 (22)                | 7                  | 7                  | Hengoat, Pleudaniel, Ploëzal, Pommerit-Jaudy, Pouldouran, Trédarzec, Troguéry. |
| Néal                 | 4      | 21,3                  | la Rance                                       | la Rance               | 2 (22, 35)            | 8                  | 3                  | Guenroc, Guitté, Plouasne. |
| Ninian               | 2      | 59,6                  | canal de Nantes à Brest                        | la Loire               | 2 (22, 56)            | 15                 | 5                  | Coëtlogon, Gomené, Laurenan, Les Moulins, Plumieux. |
| Oust                 | 1      | 145                   | la Vilaine                                     | la Vilaine             | 3 (22, 35, 56)        | 49                 | 14                 | Allineuc, Le Bodéo, La Harmoye, Le Haut-Corlay, Hémonstoir, Loudéac, Merléac, Le Quillio, Saint-Caradec, Saint-Martin-des-Prés, Saint-Maudan, Saint-Thélo, Trévé, Uzel. |
| Penhouet             | 4      | 10,7                  | le Lié                                         | la Vilaine             | 1 (22)                | 2                  | 2                  | Les Moulins, Le Mené. |
| Petit Doré           | 4      | 17,4                  | canal de Nantes à Brest                        | la Loire               | 1 (22)                | 3                  | 3                  | Kergrist-Moëlou, Plouguernével, Rostrenen. |
| Pont Hellou          | 4      | 15                    | l'Hyère                                        | la Vilaine             | 1 (22)                | 6                  | 6                  | Bulat-Pestivien, Callac, Duault, Maël-Pestivien, Plusquellec, Saint-Servais. |
| Poulancre            | 4      | 15                    | canal de Nantes à Brest                        | la Loire               | 1 (22)                | 2                  | 2                  | Mûr-de-Bretagne, Saint-Gilles-Vieux-Marché. |
| Poulloguer           | 4      | 11,1                  | le Jaudy                                       | le Jaudy               | 1 (22)                | 3                  | 3                  | Bégard, Coatascorn, Prat. |
| Rammée               | 4      | 11,1                  | Yvel                                           | La Vilaine             | 2 (22, 56)            | 3                  | 2                  | Gomené, Merdrignac. |
| Rance                | 1      | 103,3                 | Manche                                         | la Rance               | 2 (22, 35)            | 29                 | 28                 | Calorguen, Caulnes, Les Champs-Géraux, La Chapelle-Blanche, Le Mené, Dinan, Éréac, Évran, Guenroc, Guitté, Lanrelas, Lanvallay, Léhon, Mérillac, Plouasne, Plumaugat, Le Quiou, Saint-André-des-Eaux, Saint-Carné, Saint-Jouan-de-l'Isle, Saint-Juvat, Saint-Launeuc, Saint-Maden, Saint-Samson-sur-Rance, Saint-Vran, Taden, Tréfumel, La Vicomté-sur-Rance. |
| Rat                  | 2      | 10,6                  | Manche (baie de la Fresnaye)                   | le Rat                 | 1 (22)                | 4                  | 4                  | Matignon, Pléboulle, Ruca, Saint-Pôtan. |
| Rieule               | 4      | 14                    | la Rosette                                     | l'Arguénon             | 1 (22)                | 4                  | 4                  | Jugon-les-Lacs - Commune nouvelle, Plénée-Jugon, Rouillac, Sévignac. |
| Rigole d'Hilvern     | 2      | 61,6                  | Oust                                           | la Vilaine             | 2 (22, 56)            | 9                  | 6                  | Allineuc, Hémonstoir, Merléac, Le Quillio, Saint-Caradec, Saint-Guen. |
| Rosaie               | 4      | 12,2                  | la Rosette                                     | l'Arguénon             | 1 (22)                | 4                  | 4                  | Jugon-les-Lacs - Commune nouvelle, Jugon-les-Lacs - Commune nouvelle, Rouillac, Sévignac. |
| Roscoat              | 2      | 13,2                  | Manche                                         | le Roscoat             | 1 (22)                | 5                  | 5                  | Lanvellec, Plouaret, Plouzélambre, Saint-Michel-en-Grève, Tréduder. |
| Rosette              | 3      | 31,2                  | l'Arguenon                                     | l'Arguenon             | 1 (22)                | 8                  | 8                  | Broons, Éréac, Jugon-les-Lacs - Commune nouvelle, Lanrelas, Mégrit, Sévignac, Trédias, Trémeur. |
| Roudouhir            | 4      | 12                    | l'Aulne                                        | l'Aulne                | 2 (22, 29)            | 5                  | 2                  | Carnoët, Plougras. |
| Roz Milet            | 4      | 10,4                  | Ellé                                           | Ellé                   | 2 (22, 56)            | 3                  | 2                  | Glomel, Paule. |
| Saint Eturien        | 4      | 12,7                  | le Léguer                                      | le Léguer              | 1 (22)                | 3                  | 3                  | Plouaret, Plounévez-Moëdec, Le Vieux-Marché. |
| Sarre                | 3      | 35,3                  | Blavet                                         | le Blavet              | 2 (22, 56)            | 8                  | 1                  | Lescouët-Gouarec. |
| Scorff               | 2      | 78,6                  | Blavet                                         | le Blavet              | 3 (22, 29, 56)        | 15                 | 1                  | Mellionnec. |
| Saint-Émilion        | 4      | 11,4                  | le Guic                                        | le Léguer              | 1 (22)                | 3                  | 3                  | Loguivy-Plougras, Plougras, Plounévez-Moëdec. |
| Sulon                | 3      | 28,6                  | le Blavet                                      | le Blavet              | 1 (22)                | 8                  | 8                  | Canihuel, Gouarec, Laniscat, Saint-Gilles-Pligeaux, Saint-Nicolas-du-Pélem, Sainte-Tréphine, Saint-Igeaux, Le Vieux-Bourg. |
| Théoulas             | 4      | 13,5                  | le Jaudy                                       | le Jaudy               | 1 (22)                | 7                  | 7                  | Brélidy, Landebaëron, Pédernec, Plouëc-du-Trieux, Plouisy, Runan, Saint-Laurent. |
| Tuche                | 4      | 11                    | Manche (baie de Saint-Brieuc)                  | la Touche              | 1 (22)                | 3                  | 3                  | Hillion, Plédran, Yffiniac. |
| Toul an Dour         | 4      | 11,6                  | le Trieux                                      | le Trieux              | 1 (22)                | 3                  | 3                  | Bourbriac, Plésidy, Saint-Adrien. |
| Trieux               | 1      | 72,1                  | Manche                                         | le Trieux              | 1 (22)                | 23                 | 23                 | Coadout, Grâces, Guingamp, Kerpert, Pabu, Plésidy, Pleudaniel, Ploëzal, Plouëc-du-Trieux, Plouisy, Ploumagoar, Plourivo, Pommerit-le-Vicomte, Pontrieux, Quemper-Guézennec, Saint-Adrien, Saint-Clet, Saint-Connan, Saint-Fiacre, Saint-Péver, Senven-Léhart, Squiffiec, Trégonneau.                                                                          |
| Truite               | 4      | 17,2                  | le Gouessant                                   | le Gouessant           | 1 (22)                | 8                  | 8                  | Andel, Bréhand, Coëtmieux, Lamballe, Landéhen, Lamballe, Saint-Trimoël, Trébry. |
| Urne                 | 4      | 21,1                  | Manche (baie de Saint-Brieuc)                  | l'Urne                 | 1 (22)                | 7                  | 7                  | Plœuc-L'Hermitage, Langueux, Plaintel, Plédran, Saint-Carreuc, Trégueux, Yffiniac. |
| Vallée               | 4      | 12                    | la Rance                                       | la Rance               | 1 (22)                | 3                  | 3                  | Plumaudan, Saint-André-des-Eaux, Saint-Juvat. |
| Vaux du moulin       | 4      | 12,9                  | le Montafilan                                  | l'Arguénon             | 1 (22)                | 4                  | 4                  | Aucaleuc, Corseul, Saint-Maudez, Vildé-Guingalan. |
| Villeneuve           | 4      | 11,8                  | le Trieux                                      | le Trieux              | 1 (22)                | 5                  | 5                  | Plésidy, Saint-Connan, Saint-Gildas, Senven-Léhart, Le Vieux-Bourg. |
| Yar                  | 2      | 20,1                  | Manche (baie de Lannion)                       | le Yar                 | 2 (22, 29)            | 6                  | 5                  | Plestin-les-Grèves, Plounérin, Plufur, Tréduder, Trémel. |

## Canaux
Aucun canal ne traverse le territoire du département.